# Postmünster
Postmünster – miejscowość i gmina w Niemczech, w kraju związkowym Bawaria, w rejencji Dolna Bawaria, w regionie Landshut, w powiecie Rottal-Inn. Leży na zachód od Pfarrkirchen, nad rzeką Rott, przy drodze B388 i linii kolejowej Mühldorf am Inn – Pocking – Pasawa.

## Dzielnice
W skład gminy wchodzą następujące dzielnice: Postmünster, Gangerbauer, Schalldorf, Neuhofen

## Demografia
| Rok  | Liczba mieszk. |
| ---- | -------------- |
| 1970 | 2 394          |
| 1987 | 2 240          |
| 2000 | 2 372          |

## Polityka
Wójtem od 2002 jest Ludwig Eder, jego poprzednikiem była Bärbel Wochinger.

## Oświata
(na 1999)

W gminie znajduje się przedszkole (75 miejsc i 86 dzieci) oraz szkoła podstawowa (9 nauczycieli, 150 uczniów).